# Janni Thomsen
Janni Thomsen (født 16. februar 2000) er en dansk fodboldspiller, der spiller midtbane for amerikanske Utah Royals i National Women's Soccer League og Danmarks kvindefodboldlandshold.
Hun fik officielt debut på det danske A-landshold den 4. marts 2020, mod Norge ved Algarve Cup. I juni 2022 blev hun også udtaget, for første gang, til den endelige trup ved EM i fodbold 2022 i England. Forinden scorede Thomsen det første mål i den historiske kamp mod Brasilien i Parken, hvor rekorden for flest tilskuer til en kvindefodboldkamp i Danmark blev slået med 21.542 tilskuere.
Hun blev også udtaget til U/19-EM i fodbold 2018 i Schweiz, hvor Danmark historisk nåede semifinalen. Thomsen deltog også ved EM i fodbold i 2025 i Schweiz, hvor hun også scorede den sidste gruppekamp mod Polen.
Thomsen skiftede i marts 2025 til den amerikanske topklub Utah Royals i National Women's Soccer League, på en to-årig kontrakt.

## Karriere

### Landsholdsstastistik

#### Internationale mål
Danmarks scoringer og  resulterer ses først.
| #  | Dato             | Lokation                                                           | Modstander | Scoring | Resultat | Turnering              |
| -- | ---------------- | ------------------------------------------------------------------ | ---------- | ------- | -------- | ---------------------- |
| 1. | 10. marts 2020   | Lagos, Portugal                                                    | Belgien    | 2–0     | 4–0      | Algarve Cup            |
| 2. | 8. april 2022    | Ta' Qali, Malta                                                    | Malta      | 1–0     | 2–0      | VM-kvalifikation 2023  |
| 3. | 25. juni 2022    | København, Danmark                                                 | Brasilien  | 1–0     | 2–1      | Venskabskamp           |
| 4. | 21. februar 2023 | Stade Francis Le Basser, Laval, Frankrig                           | Uruguay    | 3–2     | 3–2      | Tournoi de France 2023 |
| 5. | 4. juli 2024     | Estadio Heliodoro Rodríguez López, Santa Cruz de Tenerife, Spanien | Spanien    | 1–0     | 2–3      | EM-kvalifikation 2025  |
| 6. | 4. juli 2024     | Estadio Heliodoro Rodríguez López, Santa Cruz de Tenerife, Spanien | Spanien    | 2–0     | 2–3      | EM-kvalifikation 2025  |
| 7. | 16. juli 2024    | Vejle Stadion, Vejle, Danmark                                      | Tjekkiet   | 2–0     | 2–0      | EM-kvalifikation 2025  |
| 8. | 25. februar 2025 | Stadio Alberto Picco, La Spezia, Italien                           | Italien    | 3–1     | 3–1      | UEFA Nations League    |
| 9. | 12. juli 2025    | Swissporarena, Luzern, Schweiz                                     | Polen      | 1–2     | 1–3      | EM i fodbold 2025      |

## Meritter
- Elitedivisionen
  - Bronze: 2019